# Sundhausen
Sundhausen ist eine Gemeinde im Unstrut-Hainich-Kreis in Thüringen. Sie gehört der Verwaltungsgemeinschaft Bad Tennstedt mit Sitz in der Stadt Bad Tennstedt an.

## Lage
Sundhausen und seine Gemarkung liegen im Thüringer Becken nordöstlich von Bad Langensalza im Ackerbaugebiet der Unstrutebene.

## Geschichte
Die erste urkundliche Erwähnung von Sundhausen findet sich in einer Schenkungsurkunde über Landeigentum in Sundhausen an das Kloster Fulda aus dem Jahre 860.

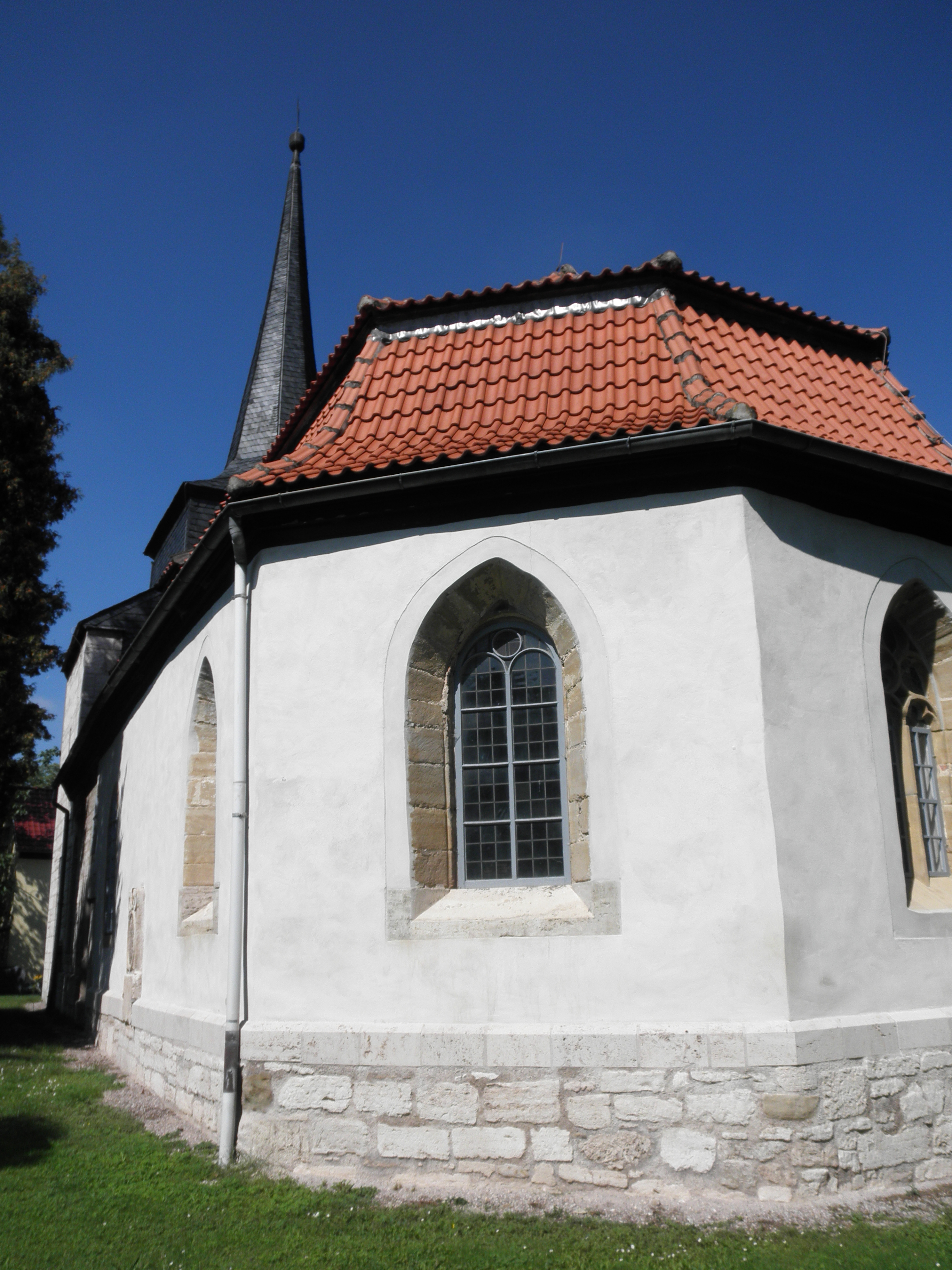
Kirche St. Bonifatius

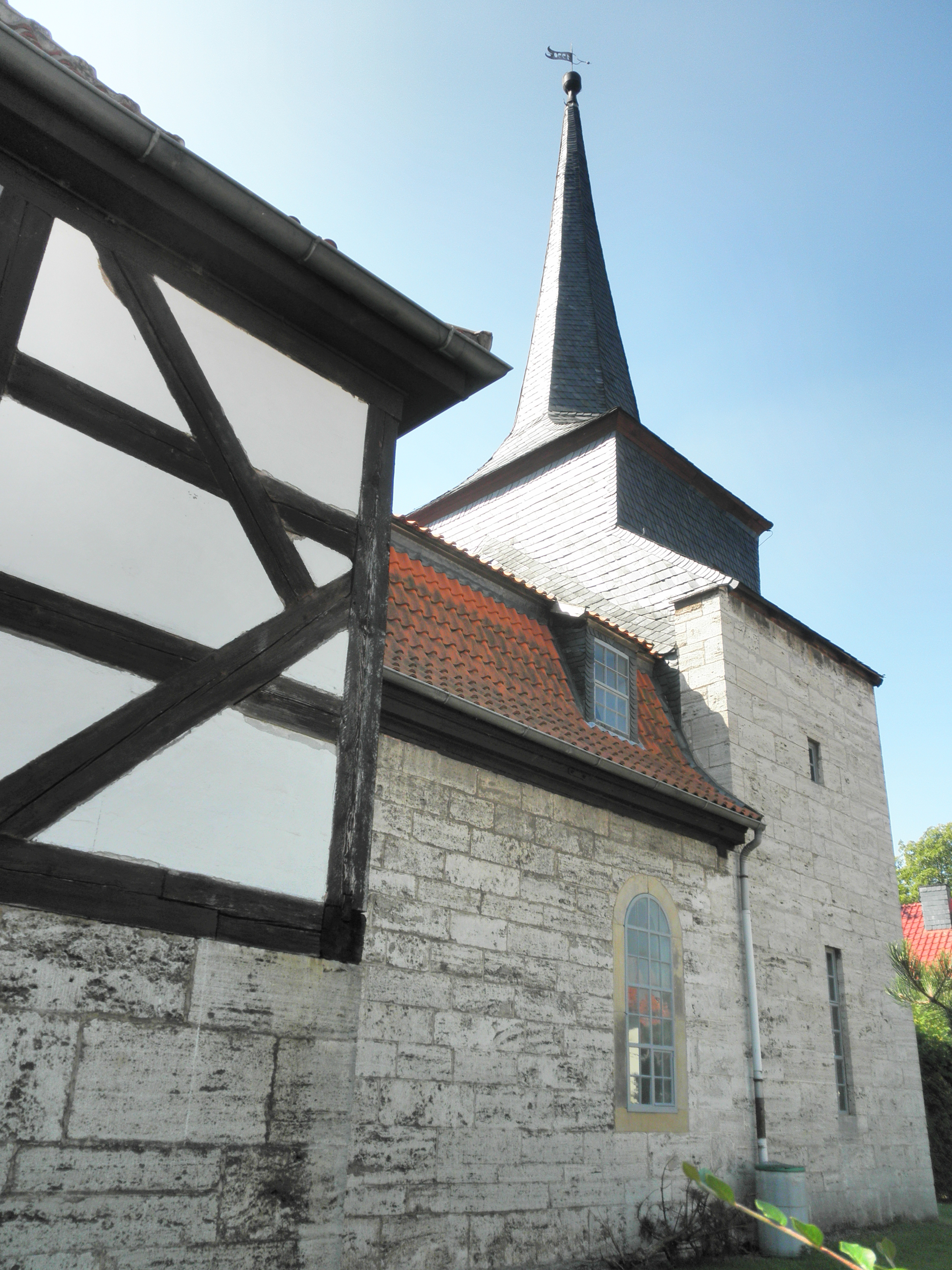
Kirche St. Bonifatius

In den Jahren 1242 bis 1356 war Sundhausen Stammsitz des gleichnamigen Adelsgeschlechtes derer von Sundhausen. Im Jahre 1312 wurde erstmals die Marienkirche im Ort urkundlich erwähnt. 1346 wurde Sundhausen dem Amt Langensalza unterstellt. Bis zu diesem Zeitpunkt übte das Landgericht Thamsbrück die Gerichtsbarkeit aus.
In den Jahren 1582 und 1625 wütete die Pest in Sundhausen, an der insgesamt mehr als 300 Einwohner starben. 1604 wurde eine Waidmühle im Ort errichtet. Im Jahre 1712 erhielt die Gemeinde Braugerechtigkeit. 1714 wurde die erste Schule des Ortes errichtet. Im Jahre 1818 hatte der Ort insgesamt 400 Einwohner. Nach der Abtretung des kursächsischen Amts Langensalza an Preußen gehörte Sundhausen ab 1816 zum Landkreis Langensalza in der bis 1944 bestehenden Provinz Sachsen.
1823 trocknete der Sundhäuser See aus. Bis 1840 waren die Überreste noch sichtbar. 1913 wurde durch die Inbetriebnahme der Kleinbahn Langensalza-Kirchheilingen der Nachbarort Kirchheilingen mit einem Bahnanschluss versehen. 1948 hatte der Ort auf Grund von Umsiedlung und Kriegseinwirkung 756 Einwohner.
Sundhausen war am Ende des Krieges kurzzeitig von den Amerikanern besetzt und kam dann zur Sowjetischen Besatzungszone, innerhalb der die Gemeinde nach Auflösung Preußens dem Land Thüringen zugeschlagen wurde. 1950 wurde Sundhausen nach Auflösung des Landkreises Langensalza dem Landkreis Mühlhausen i. Th. angegliedert, bereits zwei Jahre später aber 1952 wieder dem Kreis Langensalza, der nach der Auflösung der Länder zum Bezirk Erfurt gehörte, bis nach der Friedlichen Revolution 1989 im Jahr 1990 das Land Thüringen wiedererrichtet wurde. Im Jahre 1991 trat Sundhausen der Verwaltungsgemeinschaft Bad Tennstedt bei.

## Religion
2011 waren 40 % der Einwohner von Sundhausen evangelisch und 4 % katholisch. Die örtliche Kirchengemeinde und ihre St.-Bonifatius-Kirche gehören zum Kirchenkreis Mühlhausen der Evangelischen Kirche in Mitteldeutschland. Die wenigen Katholiken sind der Pfarrei St. Josef mit Sitz in Mühlhausen/Thüringen (Bistum Erfurt) zugeordnet, deren nächste Filialkirche St. Marien (Bad Langensalza) ist.

## Politik

### Gemeinderat
Der Rat der Gemeinde Sundhausen besteht aus 6 Ratsherren und keiner Ratsfrau. Die Wahlbeteiligung lag bei 76,7 %.
| FWG Sundhausen | 6 Sitze |

(Stand: Kommunalwahl am 26. Mai 2019)

### Bürgermeister
Seit 9. November 2020 ist Christopher Kaufmann (Freie Wählergemeinschaft Sundhausen) Bürgermeister des Ortes. Er war zuvor Erster Beigeordneter und hatte nach dem Rücktritt seines Vorgängers Christoph Kindervater (parteilos) am 6. Februar 2020 die Amtsgeschäfte geführt. Bei der Bürgermeisterwahl am 27. September 2020 erhielt Kaufmann als einziger Kandidat 83,2 Prozent der Stimmen. Erster Beigeordneter ist seit dem 9. November 2020 Ralf Helbig (Freie Wähler).
Der 2016 erstmals zum Bürgermeister von Sundhausen gewählte Kindervater war am 6. Februar 2020 von seinem Amt zurückgetreten, nachdem er zuvor von der Landtagsfraktion der AfD Thüringen bei der Wahl zum Thüringer Ministerpräsidenten als parteiloser Kandidat nominiert wurde und im dritten Wahlgang mit keiner für ihn abgegebenen Stimme unterlegen war – bei gleichzeitiger Wahl von Thomas Kemmerich (FDP) mit den Stimmen der AfD zum Ministerpräsidenten, was zu einer einmonatigen Regierungskrise in Thüringen führte. Als Rücktrittsgrund gab Kindervater an, Schaden von der Gemeinde abwenden zu wollen, und verwies allgemein auf die aktuellen Ereignisse.

## Wappen

Historisches Ortssiegel von Sundhausen

Die Gemeinde Sundhausen führt derzeit kein Wappen, hatte aber im 18. Jahrhundert ein Bildsiegel in Gebrauch.

## Sehenswürdigkeiten
- Evangelische Kirche St. Bonifatius. Auf dem Kirchhof steht der Grabstein eines 1856 verstorbenen Rittergutsbesitzers Johann Kaiser.